# Plectrothrips crocatus
Plectrothrips crocatus är en insektsart som beskrevs av Cott 1956. Plectrothrips crocatus ingår i släktet Plectrothrips och familjen rörtripsar. Inga underarter finns listade i Catalogue of Life.